# باشگاه تاج آبادان

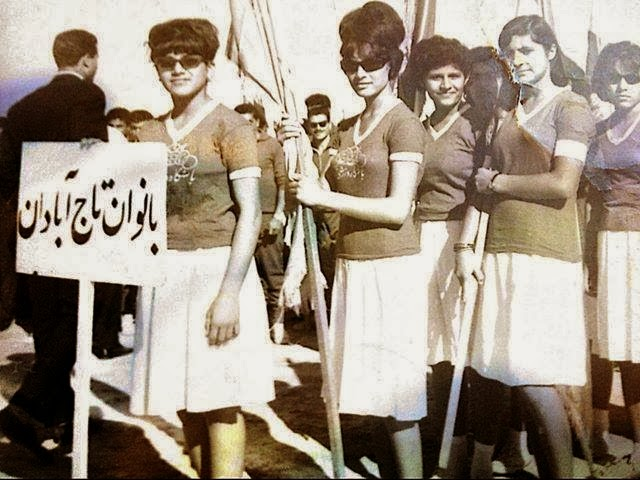
بانوان تاج آبادان

باشگاه فوتبال تاج آبادان یک باشگاه فوتبال ایرانی در آبادان بود و از شعبه‌های باشگاه تاج محسوب می‌شد. این تیم در جام منطقه‌ای ایران ۱۳۴۹ موفق به کسب مقام سوم شد. غلامحسین مظلومی در این باشگاه بازی می‌کرده است.